# 열정의 편집
《열정의 편집》(the business of books)은 한국출판마케팅연구소에서 역간한 전문서적이다. 저자는 미국의 출판인 앙드레 쉬프랭이며, 류영훈이 번역했다. 저자는 자신의 30여 년 편집자 실무 경험을 기록함으로써, 양서보다는 잘 팔리는 책 출판에 더 무게가 실리는 미국의 출판 현실을 비판하고 있다.

## 차례
- 서문
- 제1장:소수자의, 그리고 만인을 위한 양서
- 제2장:판테온의 제2세대
- 제3장:독립채산
- 제4장:시장이라는 검열
- 제5장:자주규제와 새로운 가능성
- 제6장:뉴 프레스
- 역자후기
- 찾아보기